# Língua bukawa
A língua bukawa, também conhecida como bugawac, bukaua, bukawac, kawa, kawac ou yom gawac, é uma língua austronésia ameaçada de extinção do Leste da Papua-Nova Guiné. Ela é falada nativamente pelo povo bukawa, que representa cerca de 12.000 habitantes da região costeira da Província Morobe, dividindo espaço com outras línguas como tami e labu. Assim como o povo e a língua são chamados de bukawa, há também uma vila com o mesmo nome na região do Cabo de Arkona.

## Etimologia

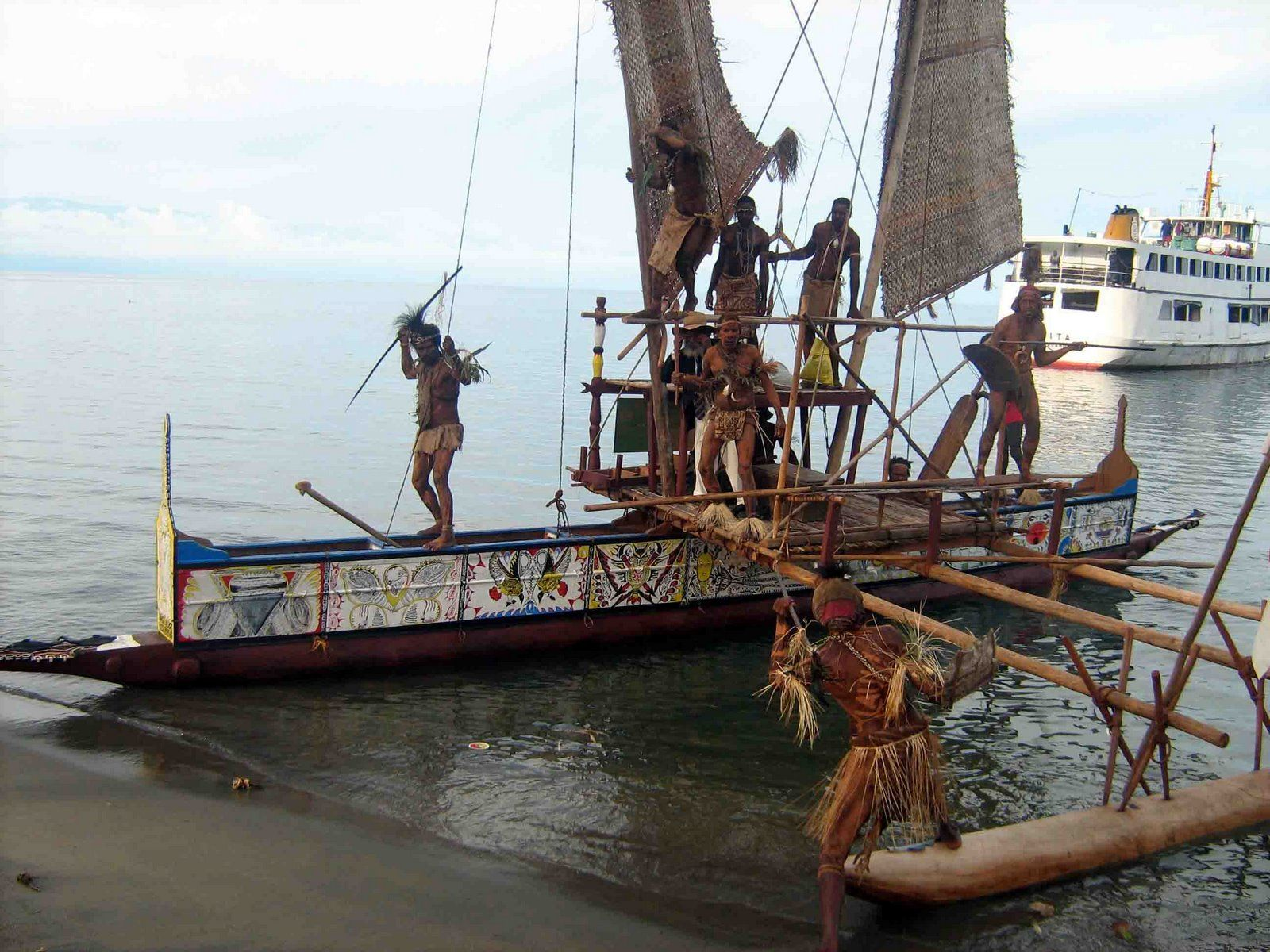
Kasali: canoa tradicional do povo bukawa

Em bukawa, o prefixo bu- significa ‘água’ ou ‘rio’ (que imagina-se que se refira a uma pequena nascente próximo à aldeia de Bukawa), enquanto o sufixo -kawa (ou -gawa) está presente no nome de várias cidades da região, como Salakawa (salaŋ = ‘baía’, ‘enseada’; nessa região as canoas de comércio bukawas desembarcavam) e Siŋgawa (siŋ = ‘luta’; nessa cidade ocorreu uma grande luta).  Um outro nome pelo qual a língua é conhecida é yom gawac, em que yom = ‘falar’, sendo usado para outras línguas geograficamente próximas ao povo bukawa, a exemplo da língua yabêm, que também é chamada de yom apêm.
Além disso, nota-se uma variação no nome da língua entre as consoantes ‘k’ e ‘g’. Essa mudança se dá devido a influência da língua yabêm na região, especialmente na nomeação das cidades, já que o /k/ em yabêm normalmente representa o /ɡ/ em bukawa.

## Distribuição
O território bukawa estende-se pela costa do Golfo de Huon, na província Morobe da Papua-Nova Guiné, entre as cidades de Asini e Bukawasip. Contudo, a língua bukawa não é a única falada na região e, atualmente, ela é mais falada entre as pessoas mais velhas, enquanto as mais novas tendem a utilizar o tok pisin ou o inglês.
Da população étnica bukawa de 12.500 pessoas, 12.000 são falantes da língua e, dentre eles, 4.800 são monolíngues. As línguas mais aprendidas como segunda língua são o tok pisin (80%) e o yabêm (15% - 25%).

### Línguas Relacionadas
As línguas mais próximas do bukawa são a língua yabêm e a língua kela, ambas pertencentes à família linguística Norte-Golfo de Huon, que se originaram na região nordeste do Golfo de Huon. Essas línguas se diferenciam das demais línguas oceânicas por terem características tonais e tendência ao monossilabismo. Contudo, a língua yabêm difundiu-se muito mais que as outras devido a missões religiosas luteranas, na região que a utilizaram, fazendo com que ela fosse considerada uma língua franca na área. Esse fato fez com que muitos falantes de bukawa também aprendessem o yabêm, o que, consequentemente, trouxe influências à própria língua bukawa. Seguem algumas comparações entre o bukawa e o yabêm:
Semelhanças:

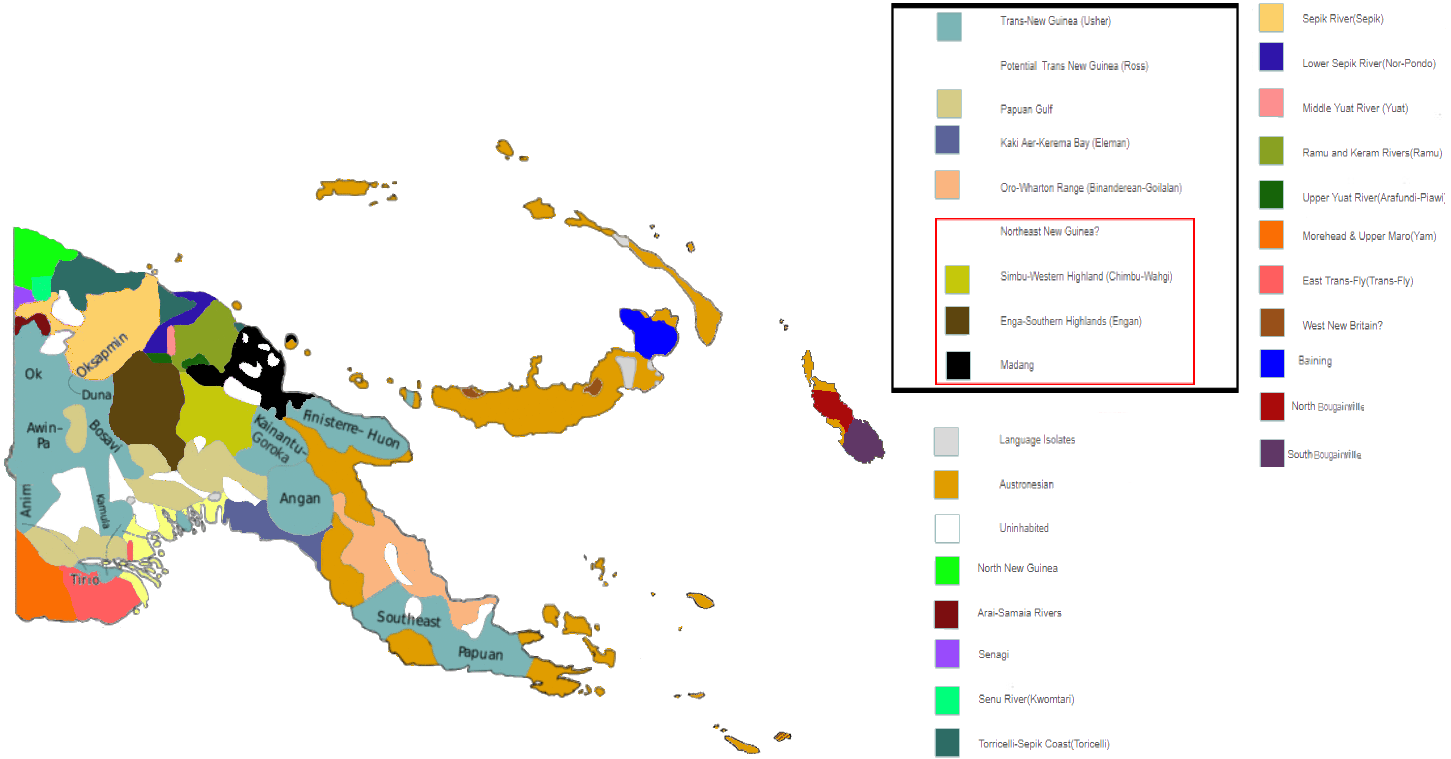
Línguas da Papua-Nova Guiné

- A sílabas em bukawa e yabêm seguem o mesmo padrão: CV (Consonte-Vogal) para o início e meio de palavras, e CVC (Consoante-Vogal-Consoante para o final de palavras;
  - Observação: A única exceção para a regra acima é no composto om̀ da língua yabêm.
- Todas as consoantes, exceto o /ʔ/, podem aparecer no início de sílabas;
- As consoantes que podem terminar uma palavra são: /p/, /b/, /m/, /ŋ/, and /ʔ/.

Diferenças:
- Plosivas pré-nasalizadas no início de palavras só ocorrem na língua bukawa;
- Em yabêm, tom alto sucede plosivas desvozeadas (/p/, /pʷ/, /tʰ/, /kʰ/, /kʷ/) e tom baixo sucede plosivas vozeadas (/b/, /bʷ/, /d/, /g/, /gʷ/, /ᵐb/, /ᵐbʷ/, /ⁿd/, /ⁿg/, /ᵑgʷ/), enquanto bukawa não tem padrão definido.

A língua bukawa também influenciou línguas geograficamente próximas, como o labu. Por exemplo:
- Diferente das línguas de sua família (markham), o labu é uma língua tonal e possui sete vogais, ao invés de 5, o que é um provável retrato da influência bukawa na língua;[9]
- Labu é a únca língua da família markham a ter numerais próprios para 3 e 4, sendo, esses números, nas demais línguas compostos como "2+1" e "2+2" respectivamente;[10]
- Diversos radicais verbais do labu são semelhantes aos em bukawa.[11]

-nô (em labu) → -nôm (em bukawa)    'beber'

### Dialetos
A língua bukawa apresenta alguns dialetos distintos devido à sua separação geográfica. As principais diferenças estão na fonética, tendo poucas variações lexicais e, ainda assim, os dialetos são mutuamente compreensíveis. Eles são classificados em 5 grupos de acordo com a região em que estão presentes. São esses:
Centro
Falado entre as aldeias de Buhalu a Wideru, também abrangendo, principalmente, Bukawa, Ugilim, Mundala e Yambo. Utilizado como referencial para estudos da língua e análise dos demais dialetos.
Centro-Leste
Falado entre as aldeias de Busong a Buac, incluindo primordialmente, principalmente, Bugang. Suas diferenças mais notáveis são:
- Menos plosivas vozeadas  ([b], [d], [ɡ]) pré-nasalizadas;
- Algumas plosivas iniciais que são vozeadas ([b], [d], [ɡ]) no dialeto do centro são desvozeadas ([p], [t], [k]) no centro-leste;
- A letra ‘h’ é omitida em algumas palavras;
- Os falantes usam uma entonação mais baixa (grave).

Leste
Falado entre as aldeias de Ulugidu a Bukawasip, abarcando, sobretudo, Butala, Tigedu e Buseng. O mais divergente do dialeto do centro e com maior influência da língua yabêm, provavelmente devido a sua proximidade geográfica. As principais diferenças são:
- Maior influência do yabêm na prefixação dos verbos;
  - sôm (central) → gêsôm (leste)    'ele disse'
- Algumas mudanças de vogais;
- Os falantes usam uma entonação mais baixa (grave);
- A sílaba tônica tende a ser na primeira sílaba;[13]
- Menos plosivas vozeadas ([b], [d], [ɡ])  pré-nasalizadas;

damba → daba   (pai);   dinda → dida   (mãe)
Centro-Oeste
Falado entre as aldeias de Tikeleng a Wakangluhu, englobando, especialmente, Talec, Apo e Aluki. Muito parecida com o dialeto do centro. Nota-se, majoritariamente, a seguinte mudança:
- ‘b’ no início de palavras é comumente trocado por ‘m’.

Oeste
Falado entre as aldeias de Lae a Hengali, abrangendo, principalmente, Butibam, Wagang, Kamkamung e Yanga. As principais alterações são:
- ‘b’ no início de palavras é comumente trocado por ‘m’;
- Apresenta algumas mudanças de vogais (por exemplo: o complementador bu é pronunciado como [bi] ou invés de [bu]);
- Os falantes usam uma entonação mais alta (aguda).

Sudoeste
Falado entre as aldeias de Asini a Busamang, abarcando, em especial, Buakap. O dialeto falado em Busamang diferencia-se ainda mais do falado no centro se comparado aos falados em Asini e Bukap. As maiores mudanças são:
- Muitas palavras iniciadas por ‘a’ no dialeto do centro são iniciada por ‘la’ no dialeto do sudoeste;

amba  →  lamba   (mão);   atù  →  latù   (filho)
- Algumas palavras que expressam posse, semelhantes aos pronomes possessivos do português, são diferentes dos do dialeto do centro;

iŋ ndê  →  iŋ ŋa   (dele)
- A vogal ö usada no dialeto do centro não é usada em Busang, e torna-se ồ, uma vogal com um tom mais baixo.

aö neŋ  →  aồ ŋaŋ   (meu)

## História

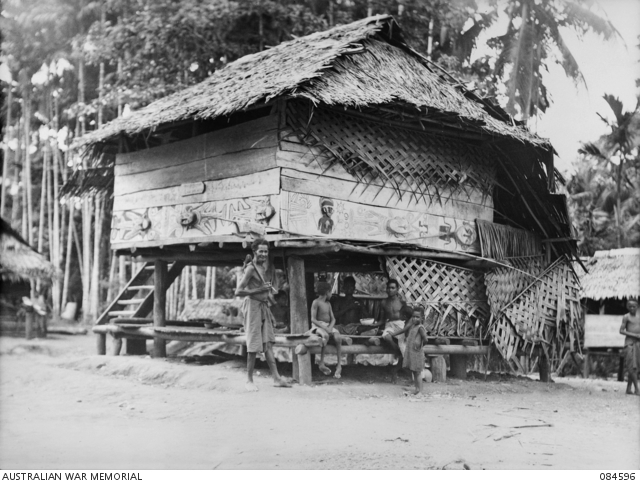
Bukawa, 14/12/1944. Cabana bukawa com Guam (pinturas e esculturas nas laterais).

Missões Religiosas Luteranas provenientes da Alemanha começaram a chegar na Nova Guiné em 1886, começando pela região central da área da língua yabêm, que só era falada por cerca de 900 pessoas na época. Assim, o yabêm tornou-se a língua dos primeiros evangelistas da região.
A língua yabêm foi muito utilizada para evangelização, pregação, educação e hinos. Em 1930, todas as aldeias bukawas tinham acesso a escolas missionárias que usavam o yabêm para ensinar, o que ocorreu até aproximadamente 1960, quando a língua passou a ser utilizada apenas em hinos, liturgias e pregações. Como consequência, em 1939 a língua era falada por aproximadamente 15.000 pessoas na província de Morobe, sendo considerada língua franca da região. Por isso, a maioria das pessoas acima de 45-50 anos são alfabetizadas em yabêm. Essa grande influência da língua yabêm na cultura bukawa trouxe, também, influências na língua desse último povo.

## Fonologia

### Consoantes
A língua bukawa apresenta os seguintes fonemas consonantais:
|                     | Bilabial | Labiovelar | Alveolar | Palatal | Velar | Glotal |
| ------------------- | -------- | ---------- | -------- | ------- | ----- | ------ |
| Plosiva             | p b      |            | tʰ d     |         | kʰ ɡ  | ʔ      |
| Nasal               | m        |            | n        |         | ŋ     |        |
| Tap                 |          |            | ɾ        |         |       |        |
| Fricativa           |          |            | s        |         |       | h      |
| Aproximante         |          | w̥ w        |          | j̥ j     |       |        |
| Aproximante Lateral |          |            | l̥ l      |         |       |        |

Nota-se que os fonemas /t/ e /k/ só aparecem em suas formas aspiradas.
Além dos fonemas presentes na tabela acima, ainda há:
- Pré-nasalizadas das plosivas: /ᵐb/, /ᵐp/, /ⁿd/, /ⁿt/, /ᵑɡ/, /ᵑk/;
- Labialização das plosivas: /bʷ/, /pʷ/, /dʷ/, /ɡʷ/, /kʷ/;
- Pré-nasalizadas e labialização das plosivas: /ᵐbʷ/, /ᵐpʷ/, /ᵑɡʷ/, /ᵑkʷ/;
- Labialização das nasais: /ᵐw/.

Todas as consoantes podem iniciar palavras, exceto o c, e todas podem ser encontradas entre vogais. Contudo, apenas b, m, ŋ, p e c podem ser encontradas no final de palavras. Apesar disso, k nunca aparece no fim de sílabas, enquanto c só aparece no final de sílabas.
ku.ku [kʰukʰu]   (redondo); hec.eŋ [heʔẽ]   (sim).

### Vogais
Os fonemas vocálicos da língua bukawa são:
Fonemas vocálicos orais da língua bukawa
|                     | Anterior                  | Quase anterior            | Central                   | Quase posterior           | Posterior                 |
| Fechada             | \| i u ɪ ʊ e • ø o ɔ a \| | \| i u ɪ ʊ e • ø o ɔ a \| | \| i u ɪ ʊ e • ø o ɔ a \| | \| i u ɪ ʊ e • ø o ɔ a \| | \| i u ɪ ʊ e • ø o ɔ a \| |
| Quase fechada       | \| i u ɪ ʊ e • ø o ɔ a \| | \| i u ɪ ʊ e • ø o ɔ a \| | \| i u ɪ ʊ e • ø o ɔ a \| | \| i u ɪ ʊ e • ø o ɔ a \| | \| i u ɪ ʊ e • ø o ɔ a \| |
| Semifechada         | \| i u ɪ ʊ e • ø o ɔ a \| | \| i u ɪ ʊ e • ø o ɔ a \| | \| i u ɪ ʊ e • ø o ɔ a \| | \| i u ɪ ʊ e • ø o ɔ a \| | \| i u ɪ ʊ e • ø o ɔ a \| |
| Média               | \| i u ɪ ʊ e • ø o ɔ a \| | \| i u ɪ ʊ e • ø o ɔ a \| | \| i u ɪ ʊ e • ø o ɔ a \| | \| i u ɪ ʊ e • ø o ɔ a \| | \| i u ɪ ʊ e • ø o ɔ a \| |
| Semiaberta          | \| i u ɪ ʊ e • ø o ɔ a \| | \| i u ɪ ʊ e • ø o ɔ a \| | \| i u ɪ ʊ e • ø o ɔ a \| | \| i u ɪ ʊ e • ø o ɔ a \| | \| i u ɪ ʊ e • ø o ɔ a \| |
| Quase aberta        | \| i u ɪ ʊ e • ø o ɔ a \| | \| i u ɪ ʊ e • ø o ɔ a \| | \| i u ɪ ʊ e • ø o ɔ a \| | \| i u ɪ ʊ e • ø o ɔ a \| | \| i u ɪ ʊ e • ø o ɔ a \| |
| Aberta              | \| i u ɪ ʊ e • ø o ɔ a \| | \| i u ɪ ʊ e • ø o ɔ a \| | \| i u ɪ ʊ e • ø o ɔ a \| | \| i u ɪ ʊ e • ø o ɔ a \| | \| i u ɪ ʊ e • ø o ɔ a \| |
| i u ɪ ʊ e • ø o ɔ a |                           |                           |                           |                           |                           |

As vogais tendem a ser nasalizadas quando estão na penúltima posição da palavra, principalmente quando seguidas de uma consoante nasal (a qual é normalmente enfraquecida a ponto de desaparecer em alguns casos).

### Alofonia
Dentro dos fonemas bukawa há alguns pares de alófonos. Esses são:
- /p/: [p] ocorre no fim de palavras e [pʰ] ocorre nas demais posições;

[ŋɡop]   (limão, mistura de noz de areca);  [pʱuʔ]   (notícias).
- /l/: não há uma regra que defina a variação de [l] e [ɾ], dependendo apenas do falante, apesar de [l] ser bem mais comum;

[döɾö] ~ [dölö]    (poderoso).
- /o/: [o] ocorre no fim de palavras e [ɔ] ocorre nas demais posições;

[go]   (cipó de arbusto); [ɔm]   (domingo)

### Tons
A língua bukawa é tonal, ou seja, o tom em que a palavra é pronunciada interfere em seu significado, pois há palavras homônimas que são diferenciadas apenas pelo seu tom. O acento agudo (´) representa tons altos e o acento grave (`) representa tons baixos. Observe:
| Tom Alto | Transcrição Fonética | Tradução para Pt-Br    | Tom Baixo | Transcrição Fonética | Tradução para Pt-Br |
| -------- | -------------------- | ---------------------- | --------- | -------------------- | ------------------- |
| atú      | [atʱú]               | bebê, filho            | atù       | [atʱù]               | grande              |
| dináŋ    | [dinã́]               | minha mãe              | dinàŋ     | [dinã̀]               | aquilo              |
| mbác     | [ᵐbáʔ]               | pássaro, grupo que voa | mbàc      | [ᵐbàʔ]               | esfregar            |
| kốm      | [kʰʊ̃́]                | cobrir                 | kồm       | [kʰʊ̃̀]                | fazer               |
| túŋ      | [tʰṹ]                | cerca de jardim        | tùŋ       | [tʰũ̀]                | causa dor           |

Apesar disso, seu tom não é previsível, e mesmo os falantes, por muitas vezes, ignoram os tons das palavras. Contudo, o contexto é suficiente para o entendimento da mensagem e, portanto, para discernir o significado desejado. Por isso, em geral, não há necessidade de representar os tons na escrita.
Ainda assim, há palavras em bukawa que possuem os mesmo fonemas e tons e significados distintos. Por exemplo:
- sù [sù] 'concha do mar'
- sù [sù] 'pulso/tornozelo (articulação externa do membro)'
- sù [sù] 'botar ovo/dar a luz (animais)'

Entretanto, há alguns padrões que normalmente encontra-se em relação ao tom das palavras em bukawa:
- As aproximantes desvozeadas (/ʍ/ e /j̥/) comumente possuem um tom alto;

awhế [aʍhɪ́] (mulher).
- A plosiva glotal (/ʔ/) normalmente é precedida por um tom alto;

wapác [wapʰáʔ] (preocupar)
- O modo imperativo dos verbos é expressado com um tom alto.

tanôm mbùc [tʰanʊ̃ ᵐbùʔ] (seus olhos estão fechados) → tanôm mbúc [tʰanʊ̃ ᵐbúʔ] (feche os olhos!)
Por fim, assim como no português, a entonação na língua bukawa normalmente diminui no final de afirmações e aumenta no fim de perguntas. Bem como há o aumento da duração de uma vogal para uma ênfase maior.

## Ortografia
A ortografia bukawa faz uso do alfabeto romano e foi moldado baseando-se no yabêm, devido a sua influência cultural na região. Há uma correlação entre os fonemas bukawas e a sua ortografia. Observe a tabela:
| IPA    | a | b | ʔ | d | e | ɪ | ɡ | h | i | kʰ | l, ɾ | l̥  | m | n | ŋ | o, ɔ | ʊ | ø | p, pʰ | s | tʰ | u | w | ʍ  | j | j̥  |
| Letras | a | b | c | d | e | ê | g | h | i | k  | l    | lh | m | n | ŋ | o    | ô | ö | p     | s | t  | u | w | wh | y | yh |

Algumas letras representam fonemas diferentes das representações do português brasileiro. Essas são:
| Letra | Fonema    | Aproximação com o Pt-Br                                                          |
| ----- | --------- | -------------------------------------------------------------------------------- |
| c     | /ʔ/       | ã-ã [ãʔ'ã]; à aula [ˈa ˈʔawlɐ] (alguns falantes)                                 |
| ê     | /ɪ/       | surge ['suɣʒɪ]                                                                   |
| h     | /h/       | carro ['kahʊ] (alguns dialetos)                                                  |
| k     | /kʰ/      | Não há no Pt-Br (equivalente a kiss [kʰɪs] (em inglês))                          |
| l     | /l/, /ɾ/  | flor [ˈfloɹ], arara [aˈɾaɾə]                                                     |
| lh    | /l̥/       | Não há no Pt-Br (equivalente a clean [kl̥iːn] (em inglês))                        |
| ŋ     | /ŋ/       | Não há no Pt-Br (equivalente a sing [sɪŋ] (em inglês))                           |
| o     | /o/, /ɔ/  | dois ['dojs], só ['sɔ]                                                           |
| ô     | /ʊ/       | musgo ['muzɡʊ]                                                                   |
| ö     | /ø/       | Não há no Pt-Br (vogal e com os lábios arredondados)                             |
| p     | /p/, /pʰ/ | pai [paj], Não há no Pt-BR (equivalente a pack [pʰæk] (em inglês))               |
| t     | /tʰ/      | Não há no Pt-Br (equivalente a talk [tʰɒːk] (em inglês))                         |
| w     | /w/       | pastel [pasˈtɛw]                                                                 |
| wh    | /w̥/       | Não há no Pt-Br (semelhante à semivogal u do português, mas de forma desvozeada) |
| y     | /j/       | manteiga [mɐ̃'tejgɐ]                                                              |
| yh    | /j̥/       | Não há no Pt-Br (aproxima-se de yes [ˈjɛs] (em inglês))                          |

Os fonemas que envolvem a pré-nasalizadas e/ou labialização de fonemas consonantais não apresentam um caractere próprio para sua representação na ortografia bukawa. Estes são indicados pela junção das consoantes que o compõem.
- [ᵐb] → mb;
- [ᵐp] → mp;
- [ⁿd] → nd;
- [ⁿt] → nt;
- [ᵑɡ] →  ŋg;
- [ᵑk] → ŋk;
- [bʷ] → bw;
- [pʷ] → pw;
- [dʷ] → dw;
- [ɡʷ] → gw;
- [kʷ] → kw;
- [ᵐbʷ] → mbw;
- [ᵐpʷ] → mpw;
- [ᵑɡʷ] → ŋgw;
- [ᵑkʷ] → ŋkw;
- [ᵐw] → mw.

## Gramática
A língua bukawa não apresenta muitas derivações morfológicas, então uma mesma palavra pode assumir funções gramaticais distintas e a única alteração é sua posição na sentença.
Um exemplo de derivação morfológica e ausência da mesma no português seria:
- O paciente está na sala. (Paciente = substantivo);
  - O senhor espera pacientemente. (Paciente + -mente = advérbio) → derivação morfológica com o sufixo -mente;
  - O senhor é paciente. (Paciente = adjetivo) → sem derivação morfológica.

Exemplos de derivação morfológica e ausência da mesma em bukawa:
- bu 'água' → substantivo;
  - ŋabu 'com água (molhado)' (Molhado → adjetivo) → derivação morfológica com prefixo ŋa-.
- Iŋ mbac ndu. 'ele intensamente fraco (ele morreu)' (Morreu → verbo);
  - Iŋ ndê mbac ndu. 'a morte dele → morte' (Morte → substantivo) → sem derivação morfológica.

### Sentença
Uma sentença básica na língua bukawa segue a ordem SVO(X), ou seja Sujeito-Verbo-Objeto (Direto)-Argumentos Periféricos, a identificação "()" para os constituintes indica que o mesmo pode ou não aparecer na frase. Apesar de, em geral, verbos serem os termos principais numa sentença, a língua bukawa também apresenta predicados não verbais, tornando-os opcionais na oração. Não há termos que separem o sujeito, o verbo e o objeto numa frase, mas os argumentos periférico são inseridos acompanhados de preposição.
Alinhamento
Bukawa apresenta um alinhamento nominativo-acusativo, ou seja, não há distinção entre os sujeitos de verbos transitivos e intransitivos e há uma marcação que indica o objeto da frase.
Como não há nenhuma marcação morfológica de casos, a função gramatical de cada termo na frase é dada por sua posição ou por alguma preposição ou posposição que o acompanhe.
Predicados Não Verbais
Há três tipos de sentenças em bukawa que usam predicados não verbais:
- Orações Complementares de Estado: sujeito + adjetivo (ausência de verbo de ligação);

Gameŋ ŋaŋeŋ (lugar quieto → O lugar estava quieto).
- Orações Complementares Equativas: sujeito + substantivo/frase nominal (ausência de verbo de ligação);

Iŋ gêŋ hoŋ ŋadau iŋ. (ele lorde de todas as coisas  → Ele é o lorde de tudo).
- Construções com Partes do Corpo: uma expressão nominal envolvendo uma parte do corpo com uma marcação de posse (genitiva) traz a ideia da ação frase;[31]

Am kwampac (você "seu osso afunda" → você está cansado)

### Pronomes
Pessoais
Os pronomes pessoais em bukawa variam em pessoa (1ª, 2ª e 3ª), em número (singular, dual e plural) e clusividade (inclusivo ou exclusivo, para as primeiras pessoas do dual e do plural), não havendo, portanto, distinção de gênero. Um pronome inclusivo é quando inclui a 2ª pessoa do discurso (dual: eu+você; plural: eu+você+eles) e um exclusivo é quando a mesma é excluida (dual: eu+ele; plural: eu+eles). Os mesmos pronomes podem ser utilizados como sujeito ou objeto da frase, variando, apenas, de acordo com a sua posição na frase. Os pronomes pessoais são:
|          | 1ª Pessoa                               | 2ª Pessoa | 3ª Pessoa |
| -------- | --------------------------------------- | --------- | --------- |
| Singular | aö                                      | am        | iŋ        |
| Dual     | alu (exclusivo) hêclu/yêclu (inclusivo) | amlu      | iŋlu      |
| Plural   | yac (exclusivo) yac (iclusivo)          | mac/mwac  | ŋac       |

Exemplo: Ŋac akwà. (Eles são velhos)
Observações:
- A forma iŋlu (3ª pessoa do dual) às vezes é reduzida para apenas lu;
- A forma mwac da 2ª pessoa do plural é normalmente utilizada em contextos mais afetivos e não é tão comum quanto mac;
- Quando refere-se a objetos inanimados no plural, pode haver o uso do iŋ ao invés do ŋac, apesar de não ser muito comum.

Possessivos
Os pronomes possessivos são formados pelos pronomes pessoais associados a um substantivo genitivo auxiliar (indicador de posse). Sendo os pronomes os seguintes:
|          | 1ª Pessoa                                 | 2ª Pessoa | 3ª Pessoa |
| -------- | ----------------------------------------- | --------- | --------- |
| Singular | aö neŋ/aneŋ                               | am nem    | iŋ ndê    |
| Dual     | alu mba (exclusivo) hêclu neŋ (inclusivo) | amlu nem  | iŋlu si   |
| Plural   | yac mba (exclusivo) yac neŋ (inclusivo)   | mac nem   | ŋac si    |

Exemplo: Yac neŋ galic. (Nossa(eu+você) primeira filha)
Reflexivo
Em bukawa, o pronome dau é reflexivo, ou seja, indica que o agente da ação é o próprio receptor da mesma. Ele recebe os afixos genitivos, resultando em:
- aö/yac dauŋ (Eu - a mim mesmo/Nós - a nós mesmos);
- am/mac daôm (Você - a você mesmo/Vocês - a vocês mesmos);
- iŋ/ŋac dau (Ele(a) - a ele(a) mesmo(a)/Eles(as) - a eles(as) mesmos(as)).

Iŋ gauc gêm têŋ dau (Ele pensou para ele mesmo/Ele pensou consigo).
Eles podem acompanhar verbos causando:
- Reflexidade da ação:

yob dau (Cuidar de si → tomar cuidado); pu dau (Colocar-se para baixo → ser humilde).
- Estado:

töc dau (Estar com medo); kêwhaŋ dau (Estar descansado).
Recíprocos
Um pronome recíproco identifica que cada envolvido na ação é agente e receptor da mesma simultâneamente. Em bukawa há dois pronomes recíprocos:
- dau: usado para o plural da 1ª, 2ª e 3ª pessoa;

Gameŋ ŋasec sa ma lau sambob sêlic dau apu (Ficou escuro e todas as pessoas estavam incapazes de ver uma a outra).
- dandi: usado unicamente para a 3ª pessoa do plural.

Ŋac sic dandi (Eles bateram um  no outro).
Em casos raros, nota-se o uso de dandi sem que tenha reciprocidade, mas sim para implicar uma ideia de inclusão comunitária.
Ŋac sêhêgo dandi (Eles estavam preocupados).
Interrogativos
Pronomes interrogativos são utilizados para a realização de perguntas. Em bukawa há os seguintes termos interrogativos:
| Bukawa                   | Português                                        | Exemplo                                                                      |
| ------------------------ | ------------------------------------------------ | ---------------------------------------------------------------------------- |
| asa                      | quem/para quem (semelhante a who/whom do inglês) | Asa kôm gêŋ dinaŋ? Quem fez aquilo(aquela coisa)?                            |
| bocke                    | o que/qualquer que seja (como o que)             | Yac akôc gauc bu oc alhö bocke -ŋga?? Nós pensamos como nós devemos escapar? |
| ŋalêŋ bocke              | como                                             | Mac aŋ gêŋ ŋalêŋ bocke? Como você come (comidas)?                            |
| hiŋga                    | quantos                                          | Ŋac sêtap i hiŋga sa? Quantos peixes eles pegaram?                           |
| nde                      | onde                                             | Am nem balêkoc sêmbo nde? Onde está seu filho?                               |
| têŋ nde/têŋ (têm) nê-ŋga | quando                                           | Am mweŋ têŋ nde/têŋ (têm) nê -ŋga? Quando você chegou?                       |
| yêc nde                  | onde/de onde                                     | Yac denem lhi gö yêc nde? Onde eu posso comprar inhame?                      |
| sake/ake                 | o que                                            | Am kôm sake/ake? O que você fez?                                             |
| tu (s)ake-ŋga            | por que                                          | Tu sake -ŋga am kôm gêŋ dinaŋ? Por que você fez aquilo?                      |

Em geral, as frases interrogativas seguem o mesmo padrão das afirmativas, sendo apenas acrescentado o pronome interrogativo no início ou no final da frase e a interrogação ao final.
Os pronomes asa e (s)ake pode apresentar-se tanto no início quanto no final da frase, dependendo se a pergunta é sobre o sujeito (início) ou objeto (final) da oração. Exemplos:
Asa gic bawhê dau? (Quem bateu na menina?)
Bawhê dau gic asa? (Em quem a menina bateu?)
Gên ake kồm ŋanta atu dê? (O que está fazendo aquele barulho alto ali?)
Ŋac sêsôm bu sêkôm sake têŋ am? (O que eles disseram que iam fazer com você?)
Em alguns casos, o pronome asa pode referir-se a um "humano indeterminado/desconhecido" (Quem quer que seja). Atrelado a ele tem-se o complementador naŋ, que qualifica o referente. Por exemplo:
Asa naŋ bu nem gweleŋ naŋ oc tap ŋaôli sa. (Quem quer que faça esse trabalho, ele vai ser pago)
Enquanto isso, para referir-se a um "não-humano indefinido" usa-se o pronome gêŋ '(Alguma(s)) coisa(s)', que é qualificado utilizando bocke (o quê/ como). Exemplo:
Ma taso gêŋ bu tap ndip basô me gên bocke sa ma neŋ. 'E (ela) buscou por (alguma) coisa, para encontrar um coco seco ou qualquer coisa, e comê-lo'
O pronome bocke é usado para perguntas mais abstratas e retóricas, enquanto o (s)ake é utilizado para perguntas mais diretas e concretas.
Yac oc dakôm bocke? (O que vamos fazer?)
Yac oc dakôm sake? (O que devemos fazer?)

### Verbos
Os verbos em bukawa indicam a pessoa e o modo verbal a partir de prefixos. Contudo, os prefixos não são padrão, sendo os verbos, portanto, divididos em 5 classes:
- Classe I: sem prefixos;

- Classe II: prefixo gV-;

- Classe III: prefixos kê-/êŋ-;

- Classe IV: determinação de modo;

- Classe V: não flexionados;

Não há marcação de tempo nos verbos, sendo, portanto, possível defini-lo apenas pelo contexto ou por termos indicadores de tempo existente na frase.
Modalidade
A categorização dos verbos em modo não se restringe à definição linguística do mesmo, pois abrange também conceitos da aspectualidade, por exemplo. Entretanto, por não haver diferenciação entre os conceitos linguísticos, eles são tratados dentro de uma mesma categoria.
O verbos em bukawa apresentam dois modos distintos, o real e o irreal.
O modo real ocorre quando a ação foi completada ou em está progresso. Por exemplo:
Ŋac sic bôc daêsam ndu (Eles mataram vários porcos);
Ŋac seŋ gêŋ sêmbo. (Eles estavam comendo).
Já o modo irreal pode significar:
- Eventos que ocorrerão no futuro;

Ŋac oc sêndic bôc daêsam ndu. (Eles vão matar vários porcos).
- Imperativo;

Am ndi! (Vá!).
- Declarações de desejo introduzidas pelo advérbio modal bu (querer);

Aö bu wanôm bu. (Eu quero beber água).
- Muitos complementos introduzidos pelo complementador bu;

Am tac whiŋ bu neŋ gêŋ me mba?' (Você quer comer ((alguma coisa)/comida) ou não?).
- Declarações de propósito;

Alhabêc aö gasip saleŋ bu waŋsalê wata. (Ontem eu fui para o arbusto para achar o jogo).
- Dclarações que introduzem o discurso incipiente;

Aö wasôm têŋ mac bu iŋ ŋgac ŋayham. (Eu te digo que ele é um bom homem).
- Declarações condicionais e seus resultados;

U bu ndic dec yac oc andi dom. (Se chover, então nós não vamos).
- Declarações contra-factuais;

Aö bu wameŋ dom dec aö oc watap gêŋ ŋayham dindec sa dom bocdinaŋ. (Se eu não tivesse vindo, então eu não teria encontrado essa coisa boa).
Apesar dessa distinção de modos, ela nem sempre é determinada na prefixação, ficando, portanto, ambíguo.
Conjugação
A flexão verbal em bukawa pode ocorrer em pessoa, número e modo, variando de acordo com sua classe verbal. Como há a marcação de pessoa, muitas vezes o pronome é omitido da frase.
Classe I: sem prefixos
Essa classe tem esse nome por não apresentar prefixos para a 3ª pessoa do singular. A seguir está uma tabela com a conjugação do verbo sôm 'falar', um verbo da Classe I, em bukawa.
| Número   | Pessoa | Modo                               | Modo                               |
| Número   | Pessoa | Real                               | Irreal                             |
| -------- | ------ | ---------------------------------- | ---------------------------------- |
| Singular | 1ª     | gasôm                              | wasôm                              |
| Singular | 2ª     | sôm                                | sôm                                |
| Singular | 3ª     | sôm                                | sôm                                |
| Plural   | 1ª     | asôm (exclusivo) dasôm (inclusivo) | asôm (exclusivo) dasôm (inclusivo) |
| Plural   | 2ª     | asôm                               | asôm                               |
| Plural   | 3ª     | sêsôm                              | sêsôm                              |

Os verbos dessa classe iniciados por b, mb, m, p, seguidas de e, ê, i, o, ô, u,  inserem uma semivogal na segunda posição da palavra na conjugação 2ª pessoa do singular. Por exemplo:
peŋ (forma básico) → pweŋ (2ª Singular) 'cair'.
Em verbos iniciados por n, às vezes há uma alteração na consoante na conjugação da 2ª pessoa do singular para m.
ndôc (forma básica) → mdôc (2ª Singular) 'sentar'
Às vezes, há uma alteração na vogal do prefixo sê- para se-, devido a uma harmonia vocálica com o verbo.
meŋ (forma básica) → semeŋ (3ª Plural) 'vir'
Classe II: prefixo gV-
A classe recebe essa nomenclatura apresentar prefixos para a 3ª pessoa do singular do modo real do tipo gV-, em que V é a assimilação da vogal seguinte na raiz do verbo. Todos os verbos dessa classe são monossilábicos iniciados por l ou lh.
Segue tabela com a conjugação do verbo lic 'ver', um verbo da Classe II, em bukawa.
| Número   | Pessoa | Modo                               | Modo                               |
| Número   | Pessoa | Real                               | Irreal                             |
| -------- | ------ | ---------------------------------- | ---------------------------------- |
| Singular | 1ª     | galic                              | walic                              |
| Singular | 2ª     | gêlic                              | lic                                |
| Singular | 3ª     | gêlic                              | lic                                |
| Plural   | 1ª     | alic (exclusivo) dalic (inclusivo) | alic (exclusivo) dalic (inclusivo) |
| Plural   | 2ª     | alic                               | alic                               |
| Plural   | 3ª     | sêlic                              | sêlic                              |

A vogal assimilada segue o seguinte padrão:
| Prefixo | Vogal do verbo | Exemplo                                                                    |
| ------- | -------------- | -------------------------------------------------------------------------- |
| ga-     | a              | lac (forma básica) → galac (2ª/3ª pessoa do singual real) 'velejar'        |
| go-     | o              | lom (forma básica) → golom (2ª/3ª pessoa do singual real) 'atravessar'     |
| gô-     | ô              | lôc (forma básica) → gôlôc (2ª/3ª pessoa do singual real) 'concordar'      |
| gu-     | u              | luc (forma básica) → guluc (2ª/3ª pessoa do singual real) 'vomitar'        |
| gê-     | ê/i            | lêŋ (forma básica) → gêlêŋ (2ª/3ª pessoa do singual real) 'limpar arbusto' |
| ge-     | e              | leŋ (forma básica) → geleŋ (2ª/3ª pessoa do singual real) 'chamuscar'      |
| (k)ö-   | ö              | lhö (forma básica) → kölhö (2ª/3ª pessoa do singual real) 'partir'         |

Para os verbos iniciados em lh há a mudança da consoante g do prefixo para sua desvozeada k. Por exemplo:
lhac (forma base) → kalhac (2ª ou 3ª pessoa do singular) 'levantar'
Classe III: prefixos kê-/êŋ-
A classe recebe essa nomenclatura apresentar prefixos para a 3ª pessoa do singular tanto do modo real (kê-) quanto do modo irreal (êŋ-). Assim, há a distinção da modalidade no singular, mas a ambiguidade mantém-se no plural.
Segue tabela com a conjugação do verbo êŋkuc (3ª pessoa do singular irreal) 'ver', um verbo da Classe II, em bukawa.
| Número   | Pessoa | Modo                                | Modo                                |
| Número   | Pessoa | Real                                | Irreal                              |
| -------- | ------ | ----------------------------------- | ----------------------------------- |
| Singular | 1ª     | kakuc                               | waŋkuc                              |
| Singular | 2ª     | kêkuc                               | êmkuc                               |
| Singular | 3ª     | kêkuc                               | êŋkuc                               |
| Plural   | 1ª     | aŋkuc (exlusivo) taŋkuc (inclusivo) | aŋkuc (exlusivo) taŋkuc (inclusivo) |
| Plural   | 2ª     | aŋkuc                               | aŋkuc                               |
| Plural   | 3ª     | sêŋkuc                              | sêŋkuc                              |

Exceto para o prefixo êm- da 2ª pessoa do singular do modo irreal, o a consoante nasal é assimilada fonética da primeira consoante do verbo. A consoante assimilada segue o seguinte padrão:
| Prefixo | Consoante do verbo | Exemplo                                                                      |
| ------- | ------------------ | ---------------------------------------------------------------------------- |
| -n-     | d/t                | wan (forma básica) → wanti (1ª pessoa do singual irreal) 'ir correr'         |
| -m-     | b/p/m              | balip (forma básica) → tambalip (1ª pessoa do plural inclusivo) 'espalhar'   |
| -ŋ-     | demais consoantes  | gapin (forma básica) → sêŋgapiŋ (3ª pessoa do plural) 'cortar (com tesoura)' |

Para verbos iniciados em wh, l, lh ou y, às vezes há uma redução da consoante nasal do prefixo. Esse fonômeno ocorre principalmente na 3ª pessoa do plural em verbos iniciados por l.
laiŋ (forma básica) → sêlaiŋ (3ª pessoa do plural) 'transmitir'
Classe IV: determinação de modo
A Classe IV de verbos em bukawa conta com apenas 5 verbos, os quais possuem uma prefixação que distingue tanto as pessoas do discurso, quando os modos verbais. Cada verbo possui uma raiz que se repetirá durante a conjugação. Os verbos e suas respectivas raizes são:
- gic/ndic' 'acertar/cair/cortar' → (ndi)c;
  - Pode aparecer atrelado a outras palavras criando novos verbos, como gic/ndic hu 'começar'.

Iŋlu sic gatam ahuc su 'eles fechadamente bateram a porta (Eles fecharam a porta)'.
- gi/ndi 'ir' → (ndi)Ø;
  - Segue a mesma conjugação do verbo gic/ndic. Pode aparecer composto com tôm 'apto/suficiente', formando o verbo gitôm/nditôm 'ser suficiente/estar apto/ir tão longe quanto'.

Mac oc andi atôm' bu akôm gêŋ hoŋ 'Vocês estarão aptos a fazer todas a coisas'
- gêm/nem 'fazer' → (ne)m';
  - Pode estar atrelado a outros termos, como gweleŋ 'trabalho', formando gêm/nem gweleŋ 'trabalhar'.

Yac bu anem lhi gêŋ daneŋ -ŋga 'nós queremos fazer compra de comida (Nós queremos comprar comida)'.
- gêŋ/neŋ 'comer' → (ne)ŋ;
  - Segue a mesma conjugação do verbo gêm/nêm.

Mac lau asa naŋ tac whiŋ bu aneŋ gêŋ naŋ ameŋ 'Você que quer comer, venha'.
- giŋga/niŋga 'terminar/sumir/morrer' → (n(d)i)ŋga;
  - Segue uma conjugação irregular e essa será mostrada abaixo.

ni-ŋam! 'Morra!
Segue tabela com a conjugação dos verbos gic/ndic e gêm/nem, verbos da Classe IV, em bukawa.
| Número   | Pessoa | Modo                          | Modo                                 | Modo                          | Modo                               |
| Número   | Pessoa | gic/ndic                      | gic/ndic                             | gêm/nem                       | gêm/nem                            |
| Real     | Irreal | Real                          | Irreal                               |                               |                                    |
| -------- | ------ | ----------------------------- | ------------------------------------ | ----------------------------- | ---------------------------------- |
| Singular | 1ª     | gac                           | wandic                               | gam                           | wanem                              |
| Singular | 2ª     | gim                           | ndic                                 | gêm                           | nem                                |
| Singular | 3ª     | gic                           | ndic                                 | gêm                           | nem                                |
| Plural   | 1ª     | ac (exlusivo) tac (inclusivo) | andic (exclusivo) dandic (inclusivo) | am (exlusivo) tam (inclusivo) | anem (exclusivo) danem (inclusivo) |
| Plural   | 2ª     | ac                            | andic                                | am                            | anem                               |
| Plural   | 3ª     | sic                           | sêndic                               | sem                           | sênem                              |

Devido ao seu significado, o verbo giŋga/niŋga não apresenta conjugação real para as primeiras e segundas pessoas. Sua conjugação é:
| Número   | Pessoa | Modo  | Modo                                     |
| Número   | Pessoa | Real  | Irreal                                   |
| -------- | ------ | ----- | ---------------------------------------- |
| Singular | 1ª     | -     | wandiŋaŋ                                 |
| Singular | 2ª     | -     | niŋam                                    |
| Singular | 3ª     | giŋga | niŋga                                    |
| Plural   | 1ª     | -     | andiŋaŋ (exclusivo) dandiŋaŋ (inclusivo) |
| Plural   | 2ª     | -     | andiŋam                                  |
| Plural   | 3ª     | siŋga | sêniŋga                                  |

Classe V: não flexionados
Poucos verbos estão presentes nesse nesta classe, ou seja, não flexionam em pessoa, número ou modo. Esses são:
Boc '(ser) como', sendo principalmente usado nas formas:
boc(di)naŋ 'como aquilo', para referenciar algo que esteja atrás;
boc(din)dec 'como isso', para referenciar algo que esteja à frente.
Dulu 'quebrar/separar/partir', normalmente atrelado a objetos sólidos/duros.
Iŋ amba dulu 'O braço dele quebrou'.
Gimba 'malsucedido/frustração'.
Dinda gêlic bu iŋ ndê balêkoc aŋgô mba ma kêsalê kêsalê mbo e gimba 'A mãe viu (que) seus filhos estavam sumidos e ficou procurando por eles e (foi) malsucedido'.
Kic 'rasgar/ser cortado'.
Po baliŋ naŋ kêgalêŋ lôm dabuŋ naŋ kic gi lu 'O tecido longo (cortina) que estava pendurado no templo rasgou no meio'.
Meŋhu 'ser completado'.
Ŋac sêyêc i daêsam e waŋ meŋhu 'Eles pegaram vários peixes e a canoa estava completa/cheia'.
Pacndê 'terminar/ser concluído'
Ŋac si gweleŋ hoŋ pacndê su 'Todo o trabalho deles foi concluído'.
Paŋ 'ir direto para'.
Iŋ sôc andu gi ndöc paŋ damba 'Ele entrou na casa e sentou perto/diante do (seu) pai'
Sa '(vir a) ser', indica um processo de desenvolvimento.
Iŋ ndê ôm ŋandô sa su 'suas frutas surgiram (Seu jardim deu frutos)'
Yô 'causar necessidade', privação de alguém sobre algo, normalmente relacionado à fome, sede ou cansaço.
(Aö) bêc yô aö 'Quanto a mim o sono me faz carente (Estou cansada)'

## Vocabulário

### Numeração
Cardinais
Em bukawa os números baseiam-se em 5 (amaŋdaŋ) e 20 (ŋgac sambuc daŋ), que são representações para "uma mão minha" e "uma pessoa completa", respectivamente. A partir dos cinco numerais básicos é possível determinar a maior parte dos demais, esses são:
- tigeŋ → 1;
- lu → 2;
- tö → 3;
- hale → 4;
- amaŋdaŋ/limdaŋ → 5 (amaŋ = mão; daŋ = um).

Não há diferença no uso entre amaŋdaŋ e limdaŋ.
Os números de 6 a 9 são contados como "uma mão mais um", "uma mão mais dois", etc. E, para isso, adiciona-se o prefixo ŋandô- ao número a ser somado a cinco. Ficando da forma amaŋdaŋ ŋandôtö (8), por exemplo. Algumas vezes o "uma mão" (amaŋdaŋ) pode ser excluído, ficando apenas ŋandôtö (8). Há, também, duas possíveis palavras para o número 10, amaŋlu e sahuc.
Os números de 11 a 20 seguem um sistema semelhante, sendo representados como, por exemplo:
- 14: amaŋlu ŋandôhale (duas vezes cinco mais quatro) ou sahuc ŋandôhale (dez mais quatro);
- 15: amaŋlu ŋalim (duas vezes cinco mais cinco) ou sahuc ŋalim (dez mais cinco);
- 17: sahuc ŋalim ŋandôlu (dez e cinco mais dois);
- 20: ŋgac sambuc daŋ (uma pessoa completa).

Entre os números onze e quinze não há diferença no uso de amaŋlu e sahuc. A representação do cinco no número 15 e nos seguintes é ŋalim, que faz uso do afixo lim- em limdaŋ.
Acima de 20 os números são representados pela junção dos números com o termo 'ma' entre eles e as dezenas múltiplas de vinte são representadas por ŋgac sambuc (número). Observe os exemplos:
- 21: ŋgac sambuc daŋ ma tigeŋ (vinte mais um);
- 80: ŋgac sambuc hale (quatro pessoas inteiras).

| Número | Bukawa             | Número | Bukawa                 | Número | Bukawa                                | Número | Bukawa                                    |
| ------ | ------------------ | ------ | ---------------------- | ------ | ------------------------------------- | ------ | ----------------------------------------- |
| 1      | tigeŋ              | 1      | amaŋlu ŋandôtigeŋ      | 21     | ŋgac sambuc daŋ ma tigeŋ              | 31     | ŋgac sambuc daŋ ma amaŋlu ŋandôtigen      |
| 2      | lu                 | 12     | amaŋlu ŋandôlu         | 22     | ŋgac sambuc daŋ ma lu                 | 32     | ŋgac sambuc daŋ ma amaŋlu ŋandôlu         |
| 3      | tö                 | 13     | amaŋlu ŋandôtö         | 23     | ŋgac sambuc daŋ ma tö                 | 33     | ŋgac sambuc daŋ ma amaŋlu ŋandôtö         |
| 4      | hale               | 14     | amaŋlu ŋandôhale       | 24     | ŋgac sambuc daŋ ma hale               | 34     | ŋgac sambuc daŋ ma amaŋlu ŋandôhale       |
| 5      | amaŋdaŋ            | 15     | sahuc ŋalim            | 25     | ŋgac sambuc daŋ ma amaŋdan            | 35     | ŋgac sambuc daŋ ma sahuc ŋalim            |
| 6      | amaŋdaŋ ŋandôtigen | 16     | sahuc ŋalim ŋandôtigen | 26     | ŋgac sambuc daŋ ma amaŋdaŋ ŋandôtigen | 36     | ŋgac sambuc daŋ ma sahuc ŋalim ŋandôtigen |
| 7      | amaŋdaŋ ŋandôlu    | 17     | sahuc ŋalim ŋandôlu    | 27     | ŋgac sambuc daŋ ma amaŋdaŋ ŋandôlu    | 37     | ŋgac sambuc daŋ ma sahuc ŋalim ŋandôlu    |
| 8      | amaŋdaŋ ŋandôtö    | 18     | sahuc ŋalim ŋandôtö    | 28     | ŋgac sambuc daŋ ma amaŋdaŋ ŋandôtö    | 38     | ŋgac sambuc daŋ ma sahuc ŋalim ŋandôtö    |
| 9      | amaŋdaŋ ŋandôhale  | 19     | sahuc ŋalim ŋandôhale  | 29     | ŋgac sambuc daŋ ma amaŋdaŋ ŋandôhale  | 39     | ŋgac sambuc daŋ ma sahuc ŋalim ŋandôhale  |
| 10     | amaŋlu             | 20     | ŋgac sambuc daŋ        | 30     | ŋgac sambuc daŋ ma amaŋlu             | 40     | ŋgac sambuc lu                            |

Apesar de haver um sistema numérico em próprio, o povo bukawa normalmente o utiliza apenas para contagens até 4 ou 5, utilizando o sistema numérico do inglês para números além desse intervalo. Isso se dá pela influência do inglês na língua yabêm, na qual os números a partir de seis são os mesmos, e pelo grande conhecimento dos falantes de pelo menos uma das duas línguas.
Ordinais
Os números ordinais são feitos acrescentando o prefixo ti- e o sufixo -ŋga ao número, com exceção do número 1, em que sua ordinalização é feita adicionando apenas o sufixo -ŋga à palavra ŋamata (na frente). A representação escrita para os números ordinais é oriunda da língua yabêm.
| Português | Bukawa                     | Representação |
| --------- | -------------------------- | ------------- |
| Primeiro  | ŋamata-ŋga                 | ti-1-ŋga      |
| Segundo   | tilu-ŋga                   | ti-2-ŋga      |
| Terceiro  | titö-ŋga                   | ti-3-ŋga      |
| Quarto    | tihale-ŋga                 | ti-4-ŋga      |
| Quinto    | tilim-ŋga / ti-amaŋdaŋ-ŋga | ti-5-ŋga      |

### Dias da Semana
Os dias da semana em bukawa são:
| Português | Bukawa          |
| --------- | --------------- |
| Segunda   | mônda           |
| Terça     | (gweleŋ) tilu   |
| Quarta    | (gweleŋ) titö   |
| Quinta    | (gweleŋ) tihale |
| Sexta     | (gweleŋ) tilim  |
| Sábado    | sonam           |
| Domingo   | sonda           |

- Domingo e Segunda são transliterações do inglês: Sunday e Monday, respectiviamente.
- Terça, Quarta, Quinta e Sexta são os números ordinais sem o sufixo -ŋga, acompanhados (ou não) pela palavra gweleŋ (trabalho), significando, portanto "dia de trabalho".

(gweleŋ) tilu → "segundo dia de trabalho"; (gweleŋ) tilim → "quinto dia de trabalho".

### Relações de Parentesco
Em bukawa há diferentes nomes para os filhos, de acordo com o gênero e ordem de nascimento. Essas são:
| Ordem de Nascimento | Masculino | Feminino |
| ------------------- | --------- | -------- |
| 1                   | Aliŋsap   | Galic    |
| 2                   | Aliŋam    | Ika      |
| 3                   | Aŋguac    | Ayap     |
| 4                   | Aluŋ      | Dam      |
| 5                   | Dei       | Hop      |
| 6                   | Selep     | Dei      |
| 7                   | Semba     |          |

### Kêcsôwa gôlôm balê daŋ
Kêcsôwa gôlôm balê daŋ é uma história bukawa que em português significa 'Um casuar cria um menino'.
| Kêcsôwa gôlôm balê daŋ | Um casuar cria um menino |
| --- | --- |
| Muŋ -ŋga lau andô sic miŋ daŋ têŋ aö bu awhê daŋ lu nakweŋ sêndöc malac daŋ. Iŋlu tawasê, ma iŋ awhê dau daê. Ma bêc daŋ iŋ bu mbo ôm. Kêsêlêŋ mbo e balêkoc tuŋ iŋ. Ma iŋ bu mbu sa malac meŋ, magoc akêŋ malac tibaliŋ su. Bocdinaŋ sip saleŋ gi kôc balêkoc yêc kêsôwa ŋaseŋ. Kôc balêkoc dau su, balêkoc dau ŋgac. Awhê dau ŋgô mbac daŋ taŋ, ma iŋ gêm gauc bu ŋamalac daŋ me balom. Bocdinaŋ tec balê dau yêc ma kölhö gi. Ma kêcsôwa daŋ kêssêlêŋ meŋ e tap balê dau sa, ma kôc iŋ sa. Ma lu si sêmbo iŋ ndê malac. Kêcsôwa tawalô balê dau, ma gi kôc lau si huŋ lôwê mbo ôm, ma kêŋ balê gêŋ. Gôlôm iŋ mbo e ti atu. Goc bêc daŋ kêcsôwa dau gi tip lau mbo ôm. Mbo e gêm kaŋ lau si ki daŋ sa, ma kôc sa meŋ kêŋ têŋ balê dau bu lêŋ soc. Bêc daŋ ma mbu gi kôc göwhê ti huŋwhê ma tê ti apuc, ma kêŋ têŋ balê sô. Mbo e balê ti atu goc gi kôc awhê daŋ meŋ kêŋ atu gêm ti nawhê. Sêmbo w bêc daŋ awhê ndê lau sêndê sam daŋ, ma iŋlu sêŋgô ŋayom, ma si bu sêtê wê sêwhiŋ. Sêtê wê sêmbo e balê ndê lau sêŋyalê balê dau, ma sêkôm bu sêŋgaho su. Sêŋgaho dau sêmbo e kêcsôwa kac tô ma ŋamalac sêlhac tô. Sêhê ŋaŋga sêmbo e balê dau kic sip ŋalhu gi. Kêcsôwa dau tac ŋandê sa ma kuŋ nom mbo e nom kac kwi ma kêgatöc lau ahuc sambuc ma siŋga. Ma kêcsôwa dau kölhö sip saleŋ gi. | Antes, os ancestrais me contaram a história de uma mulher e seu marido que viviam numa aldeia. Os dois estavam sozinhos e a mulher estava grávida. E um dia ela queria ir para o jardim. Ela andou por um caminho e começou a sentir dores de parto. E ela queria voltar para a aldeia, mas já estava muito longe. Então ela foi até o arbusto e teve o bebê numa trilha de casuar. Ela teve o bebê; a criança era um menino. A mulher ouviu um canto de pássaro, mas ela não sabia se era uma pessoa ou um espírito. Então ela deixou o menino deitado (no trilho) e foi embora. E um casuar veio andando e encontrou o menino e o levou embora. E os dois foram e ficaram na sua aldeia/casa. O casuar teve pena do menino e foi buscar bananas que os humanos comem de um jardim e deu para o menino e ele (as) comeu. Ele continuou alimentando-o até ele crescer. Então, um dia o casuar foi espiar as pessoas no jardim (delas). Ele ficou (lá) até ele roubar uma de seus machados e o trazer e dar para o menino cortar uma horta. Outro dia ele voltou lá e pegou sementes de inhame e sementes de banana e cana-de-açúcar e pitpit e as deu para o menino plantar. Ele ficou até o menino crescer bastante, então ele trouxe uma mulher e a deu como sua esposa para o filho se casar . Eles ficaram (desse jeito) até que um dia as pessoas da mulher organizaram uma celebração/reunião e os dois ouviram as notícias sobre ela e foram para dançar também. Eles dançaram por um tempo e as pessoas do menino o reconheceram e se esforçaram para afastá-lo (do casuar). Eles puxaram um contra o outro até que o casuar ficou de um lado e as pessoas do outro. Eles continuaram puxando forte até que o menino foi dividido no meio. O casuar ficou com raiva e continuou chutando o chão até que o chão virou e cobriu as pessoas completamente e elas morreram. E o casuar foi embora para a selva. |

### Empréstimos Estrangeiros
Apesar de contrariar a estrutura da língua bukawa, quando novas palavras são criadas baseadas em línguas estrangeiras, elas podem seguir as seguintes estruturas:
- Terminar em k, n ou s;

truck (em inglês) → trak 'caminhão'; bus (em inglês) → bas 'ônibus'.
- Possuir letras como r ou j, principalmente em nomes próprios.

Rachel e James, nomes comum no inglês e em tok pisin.
Algumas palavras de origem inglesa ou tok pisin mantêm a escrita original ao mesmo tempo que há uma mudança fonética:
O nome Stephan, comum no inglês seriam escritos como Stephan e pronunciados como Stepan.
Apesar disso, as letras z, f, v, e x, são respectivamente substituídas por s, p, b e ks.
Ainda assim, a língua bukawa apresenta palavras de outras origens, principalmente o alemão.
griffel (em alemão) → kêlêpê 'caneta/lápis'; könig (em alemão) → konigi 'rei'.

## Menções
- A língua Bukawa foi assunto do penúltimo problema da edição Noke Vana da Olimpíada Brasileira de Linguística, no ano de 2012,[59] abordando os numerais na língua.